# Saison 1951-1952 du FC Nantes
Chronologie
Saison précédente Saison suivante
La saison 1951-1952 du FC Nantes est la 9e saison de l'histoire du club nantais. Le club est engagé dans deux compétitions officielles: Division 2 (7e participation) et Coupe de France (9e participation).

## Effectif

### Tableau des transferts
| Nom               | Nationalité | Poste     | Transfert                     | Provenance/Destination   | Division        | Référence |
| ----------------- | ----------- | --------- | ----------------------------- | ------------------------ | --------------- | --------- |
| Arrivées          |             |           |                               |                          |                 |           |
| Lucien Herouard   | France      | Défenseur |                               | Amiens AC                | Division 2 (D2) |           |
| Amédée Uchart     | France      | Défenseur |                               | Amiens AC                | Division 2 (D2) |           |
| Paul Bersoullé    | France      | Milieu    |                               | AS Saint-Dizier-Marnaval | CFA - Est (D3)  |           |
| Abdesselem Madani | France      | Milieu    |                               | Amiens AC                | Division 2 (D2) |           |
| Roger Orengo      | France      | Attaquant | Échangé avec Joseph Cauwelier | AS Monaco FC             | Division 2 (D2) |           |
| Paul Perez        | France      | Attaquant |                               | FC Girondins de Bordeaux | Division 1 (D1) |           |
| Départs           |             |           |                               |                          |                 |           |
| Antoine Gorius    | France      | Gardien   |                               | Retraite sportive        |                 |           |
| Giuseppe Mattioni | France      | Gardien   | Retour de prêt                | Toulouse FC              | Division 2 (D2) |           |
| Joseph Cauwelier  | France      | Défenseur | Échangé avec Roger Orengo     | AS Monaco FC             | Division 2 (D2) |           |
| Robert Garrec     | France      | Milieu    |                               | Retraite sportive        |                 |           |
| Edmond Barbier    | France      | Attaquant |                               |                          |                 |           |
| Albert Heil       | France      | Attaquant |                               | Retraite sportive        |                 |           |
| Pierre Mesgouez   | France      | Attaquant |                               |                          |                 |           |
| Camille Subileau  | France      | Attaquant | Transfert                     | US Le Mans               | Division 2 (D2) |           |
| Edmond Urbanski   | France      | Attaquant | Retour de prêt                | Stade rennais            | Division 1 (D1) |           |

## Matchs de la saison

### Matchs amicaux
| Date                  | Statut                 | Adversaire    | Niveau   | Lieu   | Score | Buteurs du FC Nantes             | Affluence |
| --------------------- | ---------------------- | ------------- | -------- | ------ | ----- | -------------------------------- | --------- |
| Dimanche 12 août 1951 | Coupe Odorico (1/2 f.) | Stade rennais | D1       | Dom.   | 3 - 1 | Bouteiller 15e, van Geen 50e 75e | 3.200     |
| Mercredi 15 août 1951 | Coupe Odorico (finale) | US Le Mans    | D2       | Neutre | 1 - 0 | Orengo 39e                       | ?         |
| Dimanche 19 août 1951 | Amical                 | SO Cholet     | CFA (D3) | Dom.   | 4 - 0 | ?                                | ?         |

### Division 2

#### Calendrier
| Date                        | Journée | Adversaire            | Lieu | Score | Buteurs du FC Nantes                                 | Class. | Affluence |
| --------------------------- | ------- | --------------------- | ---- | ----- | ---------------------------------------------------- | ------ | --------- |
| Dimanche 26 août 1951       | J01     | Amiens AC             | Ext. | 2 - 1 | Madani 57e, Uchart 61e                               | 5      | 3.937     |
| Dimanche 2 septembre 1951,  | J02     | AS Monaco             | Dom. | 1 - 1 | Minci 65e                                            | 3      | 4.000     |
| Dimanche 9 septembre 1951   | J03     | RCFC Besançon         | Ext. | 4 - 1 | van Geen 1re 10e, Minci 80e 89e                      | 2      | 3.480     |
| Dimanche 16 septembre 1951, | J05     | Toulouse FC           | Dom. | 5 - 3 | van Geen 18e 51e 71e, Orengo 33e, Ferrier 84e        | 2      | 8.500     |
| Mercredi 19 septembre 1951  | J06     | AS Cannes             | Ext. | 1 - 3 | Orengo 88e                                           |        | 4159      |
| Dimanche 30 septembre 1951  | J07     | CA Paris              | Ext. | 2 - 0 | Minci 23e, Ferrad 64e (csc)                          |        | 4.105     |
| Dimanche 7 octobre 1951     | J08     | US Le Mans            | Dom. | 0 - 0 | -                                                    |        | 7.200     |
| Dimanche 14 octobre 1951    | J04     | US Valenciennes-Anzin | Dom. | 3 - 0 | Madani 37e, Bouteiller 39e, Devallan 53e (pen.)      |        | 6.500     |
| Jeudi 18 octobre 1951       | J09     | Stade français FC     | Ext. | 0 - 0 | -                                                    |        | 5.117     |
| Dimanche 21 octobre 1951    | J10     | FC Grenoble           | Ext. | 1 - 1 | Bouteiller 74e                                       |        | 5.869     |
| Dimanche 28 octobre 1951,   | J11     | FC Rouen              | Dom. | 1 - 1 | van Geen 45e                                         |        | 9.500     |
| Dimanche 4 novembre 1951    | J12     | AS Troyes-Savinienne  | Dom. | 1 - 0 | Ferrier 57e                                          | 3      | 4.600     |
| Dimanche 11 novembre 1951   | J13     | SO Montpellier        | Ext. | 0 - 2 | -                                                    | 4      | 7.121     |
| Dimanche 18 novembre 1951,  | J14     | AS Béziers            | Dom. | 3 - 1 | van Geen 12e 88e, Bersoullé 53e                      | 4      | 5.500     |
| Dimanche 25 novembre 1951   | J15     | Olympique alésien     | Ext. | 1 - 1 | Perez 25e                                            | 4      | 2.100     |
| Dimanche 2 décembre 1951,   | J16     | SC Toulon             | Dom. | 2 - 1 | Bouteiller 35e, van Geen 57e (pen.)                  | 3      | 7.500     |
| Dimanche 9 décembre 1951,   | J17     | Angers SCO            | Ext. | 4 - 3 | Orengo 18e, Madani 50e, van Geen 59e, Bouteiller 85e | 3      | 10.200    |
| Dimanche 16 décembre 1951   | J18     | Amiens AC             | Dom. | 2 - 0 | van Geen 48e, Orengo 78e                             | 3      | 6.400     |
| Dimanche 30 décembre 1951   | J19     | RCFC Besançon         | Dom. | 2 - 2 | Ferrier 50e, Bouteiller 64e                          | 3      | 5.100     |
| Dimanche 6 janvier 1952,    | J20     | US Valenciennes-Anzin | Ext. | 1 - 4 | Bouteiller 80e                                       | 3      | 7.280     |
| Dimanche 20 janvier 1952    | J21     | Toulouse FC           | Ext. | 0 - 2 | -                                                    | 3      | 5.058     |
| Dimanche 27 janvier 1952    | J22     | AS Cannes             | Dom. | 4 - 2 | van Geen 14e 20e 31e, Perez 72e                      | 3      | 6.800     |
| Dimanche 10 février 1952    | J23     | CA Paris              | Dom. | 1 - 0 | Madani 6e                                            | 3      | 6.600     |
| Dimanche 17 février 1952    | J24     | US Le Mans            | Ext. | 0 - 0 | -                                                    | 3      | 1.789     |
| Dimanche 2 mars 1952        | J25     | Stade français FC     | Dom. | 1 - 5 | Perez 40e                                            | 3      | 9.642     |
| Dimanche 9 mars 1952        | J26     | FC Grenoble           | Dom. | 3 - 1 | Baumann 7e, Ferrier 14e, Perez 77e                   | 3      | 3.658     |
| Dimanche 23 mars 1952       | J27     | FC Rouen              | Ext. | 2 - 1 | Perez 6e 2e                                          | 3      | 9.684     |
| Dimanche 30 mars 1952       | J28     | AS Troyes-Savinienne  | Ext. | 2 - 3 | Perez 4e, Bouteiller 5e                              | 3      | 2.412     |
| Dimanche 13 avril 1952      | J29     | SO Montpellier        | Dom. | 0 - 2 | -                                                    | 4      | 6.614     |
| Dimanche 20 avril 1952,     | J30     | AS Monaco             | Ext. | 1 - 8 | Ferrier 72e                                          | 4      | 2.268     |
| Samedi 26 avril 1952        | J31     | AS Béziers            | Ext. | 3 - 0 | Ferrier 5e, Perez 10e 87e                            | 4      | 800       |
| Dimanche 11 mai 1952        | J32     | Olympique alésien     | Dom. | 2 - 0 | Bouteiller 14e 20e                                   | 4      | 3.762     |
| Dimanche 18 mai 1952        | J33     | SC Toulon             | Ext. | 3 - 6 | Perez 17e, Bouteiller 46e 73e                        | 5      | 2.226     |
| Dimanche 25 mai 1952        | J34     | Angers SCO            | Dom. | 3 - 2 | Ferrier 26e, Domenger 53e, Bouteiller 71e            | 4      | 5.300     |

#### Classement
| Rang | Équipe                | Pts | J  | G  | N  | P  | Bp  | Bc | Diff |
| ---- | --------------------- | --- | -- | -- | -- | -- | --- | -- | ---- |
| 1    | Stade français R      | 56  | 34 | 27 | 2  | 5  | 100 | 38 | +62  |
| 2    | SO Montpellier        | 47  | 34 | 21 | 5  | 8  | 68  | 37 | +31  |
| 3    | US Valenciennes-Anzin | 43  | 34 | 17 | 9  | 8  | 68  | 44 | +24  |
| 4    | FC Nantes             | 42  | 34 | 17 | 8  | 9  | 61  | 57 | +4   |
| 5    | AS Monaco FC          | 40  | 34 | 16 | 8  | 10 | 54  | 40 | +14  |
| 6    | Angers SCO            | 40  | 34 | 16 | 8  | 10 | 64  | 57 | +7   |
| 7    | FC Grenoble P         | 36  | 34 | 16 | 4  | 14 | 64  | 55 | +9   |
| 8    | RCFC Besançon         | 35  | 34 | 13 | 9  | 12 | 83  | 65 | +18  |
| 9    | SC Toulon             | 35  | 34 | 14 | 7  | 13 | 56  | 63 | -7   |
| 10   | FC Rouen              | 34  | 34 | 13 | 8  | 13 | 64  | 44 | +20  |
| 11   | AS Troyes-Savinienne  | 34  | 34 | 13 | 8  | 13 | 58  | 56 | +2   |
| 12   | Toulouse FC R         | 34  | 34 | 14 | 6  | 14 | 52  | 57 | -5   |
| 13   | AS Cannes             | 27  | 34 | 12 | 13 | 9  | 57  | 77 | -20  |
| 14   | CA Paris              | 27  | 34 | 12 | 13 | 19 | 38  | 52 | -14  |
| 15   | AS Béziers            | 24  | 34 | 9  | 6  | 19 | 41  | 63 | -22  |
| 16   | Amiens AC             | 22  | 34 | 7  | 8  | 19 | 43  | 84 | -41  |
| 17   | US Le Mans            | 19  | 34 | 7  | 5  | 22 | 45  | 87 | -42  |
| 18   | Olympique alésien     | 17  | 34 | 5  | 7  | 22 | 41  | 84 | -43  |

Promotions et relégations
- Montée en Division  1 1952-1953
- Qualification pour les barrages de promotion
- Rétrogradation administrative

Abréviations
- R : Relégué de Division 1 1950-1951
- P : Promu de CFA 1950-1951

#### Buteurs
| Rang | No. | Pos. | Nat. | Nom               | Buts |
| ---- | --- | ---- | ---- | ----------------- | ---- |
| 1    |     | A    |      | Jan van Geen      | 14   |
| 2    |     | A    |      | René Bouteiller   | 12   |
| 3    |     | A    |      | Paul Perez        | 10   |
| 4    |     | A    |      | Pierre Ferrier    | 7    |
| 5    |     | M    |      | Abdesselem Madani | 4    |
| 5    |     | M    |      | Oswaldo Minci     | 4    |
| 5    |     | A    |      | Roger Orengo      | 4    |
| 8    |     | D    |      | Toon Bauman       | 1    |
| 8    |     | M    |      | Paul Bersoullé    | 1    |
| 8    |     | D    |      | Jean Devallan     | 1    |
| 8    |     | A    |      | Jean Domenger     | 1    |
| 8    |     | D    |      | Amédée Uchart     | 1    |
|      |     |      |      | TOTAUX            | 61   |

### Coupe de France
La Coupe de France 1951-1952 est la 35e édition de la Coupe de France, une compétition à élimination directe mettant aux prises tous les clubs de football amateurs et professionnels à travers la France métropolitaine. Elle est organisée par la FFF et ses ligues régionales.

#### Calendrier
| Date                     | Tour            | Adversaire                 | Niveau           | Lieu   | Score | Buteurs du FC Nantes            | Affluence |
| ------------------------ | --------------- | -------------------------- | ---------------- | ------ | ----- | ------------------------------- | --------- |
| 23 décembre 1951         | 6e tour         | CEP Lorient                | DH               | Nantes | 7 - 0 | Orengo 3 - Bouteiller 3 - Perez | 4 214     |
| Dimanche 13 janvier 1952 | 1/32e de finale | Olympique de Saint-Quentin | DH Nord-Est (D4) | Neutre | 1 - 2 | Minci 87e                       | ?         |

## Statistiques

### Statistiques collectives
| Compétition     | Débute au tour | Termine         | Matches joués | Gagnés | Nuls | Perdus | Buts pour | Buts contre | Différence |
| --------------- | -------------- | --------------- | ------------- | ------ | ---- | ------ | --------- | ----------- | ---------- |
| Division 2      | -              | 4e              | 34            | 17     | 8    | 9      | 61        | 57          | +4         |
| Coupe de France | 6e tour        | 1/32e de finale | 2             | 1      | 0    | 1      | 8         | 2           | +6         |
| Total           | -              | -               | 36            | 18     | 8    | 10     | 69        | 59          | +10        |